# Zvěrotický tunel
Zvěrotický tunel je dvoukolejný železniční tunel v km 64,510 železniční trati Praha – České Budějovice (součást IV. železničního koridoru) v úseku a přeložce Soběslav – Doubí u Tábora na území obce Zvěrotice. Pravidelný provoz po obou kolejích tunelu začal v listopadu 2022.

## Historie
Železniční trať České Budějovice – Praha byla uvedena do provozu společností Dráha císaře Františka Josefa v roce 1871. Část tratě byla v roce 1904 zdvoukolejněna a v roce 1971 byla zahájena její elektrizace, která byla kompletně dokončena v roce 2001. V rámci modernizace IV. železničního koridoru probíhala této trati stavba dvojkolejné přeložky Soběslav – Doubí u Tábora a úprava pro rychlost vlaků na 160 km/h (respektive na až 200 km/h). Na modernizovaném úseku dlouhém 8,8 km bylo zrušeno pět přejezdů a tři mosty, postaveno pět nových mostů, jeden tunel a další stavby.
Investorem stavby byla Správa železnic, projektantem Metroprojekt Praha a výstavbu provedla Společnost Soběslav – Doubí. Stavba byla zahájena na podzim 2019, 14. srpna 2021 proběhl tzv. den otevřené stavby na několika lokalitách přeložky trati z Doubí u Tábora do Soběslavi, mezi nimiž byl i Zvěrotický tunel. Provoz v tunelu byl zahájen 11. září 2022 po jedné koleji, 2. listopadu 2022 začaly vlaky využívat obě koleje.

## Výstavba tunelu

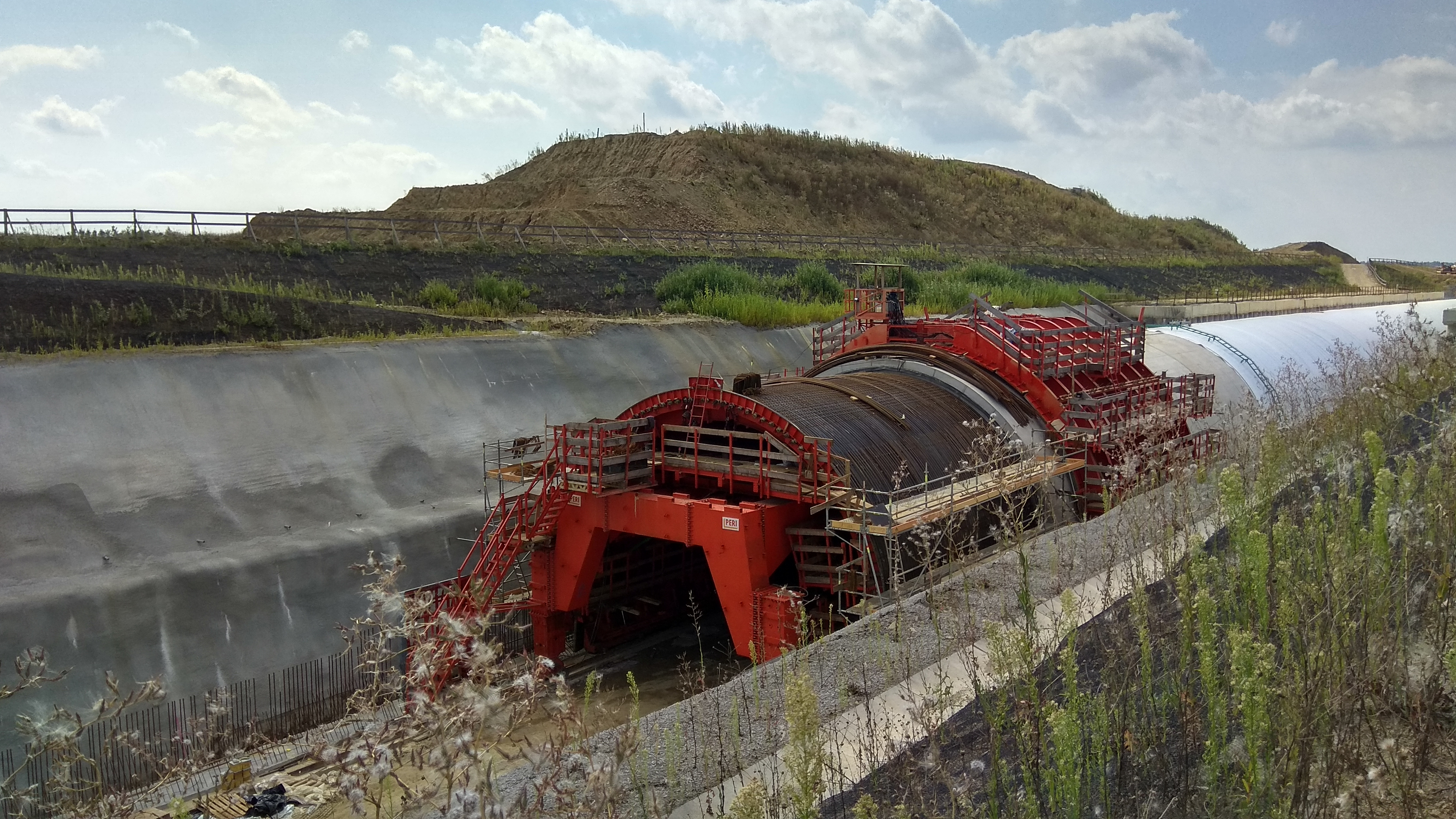
betonáž tubusu v srpnu 2021

V původním projektu se počítalo, že Zvěrotický tunel bude ražený s hloubenými portály. Po vyhodnocení geotechnického průzkumu byla projektová dokumentace změněna na hloubený způsob. Výstavbu tunelu prováděla společnost Hochtief.
Tunel je situován za stanicí Soběslav v těsné blízkosti bytové zástavby s minimální vzdáleností 74 m. Je veden v levostranném oblouku o poloměru 2802 m. Délka tunelu je 370 m, hloubka stavební jámy byla maximálně 15 m. Po odtěžení 133 000 m³ zeminy byla stavební jáma zabezpečena stříkaným betonem a na úseku 20 m pilotovou stěnou. Po vybetonování základových pasů a spodní klenby o délce 200 m v úseku s méně únosným podložím, bylo instalováno pojízdné bednění (betonářská forma). Ostění tunelu se skládá z 37 železobetonových pasů o délce deset metrů s kruhovým průměrem uložených na základových pasech nebo na patkách spodní klenby. Definitivní ostění má tloušťku 0,6 m. Po uložení izolační vrstvy na vnější ostění byl hotový tubus překryt zásypem o celkovém objemu 86 676 m³. Vjezdový portál je umístěn v km 64,325, výjezdový v km 64,695.